# Верхнее Волозеро (озеро)
Ве́рхнее Воло́зеро — озеро на территории Повенецкого городского поселения Медвежьегорского района Республики Карелия.

## Физико-географическая характеристика

### География
Площадь озера — 44 км², площадь водосборного бассейна — 106 км², объём — 0,545 км³. Длина — 12,6 км, средняя ширина — 3,5 км, наибольшая — 4,6 км, средняя глубина — 12,4 м, наибольшая — 48 м. Располагается на высоте 125,4 м над уровнем моря.
Форма озера лопастная, продолговатая, вытянутая с северо-запада на юго-восток. Берега каменисто-песчаные, местами заболоченные.
В озеро впадают шесть ручьёв. Вытекает река Вола.
На озере 11 островов общей площадью 0,16 км².

### Флора и фауна
В озере встречаются 7 видов погружённых макрофитов: тростник обыкновенный, рдест пронзеннолистный, кубышка жёлтая, хвощ приречный, ежеголовник плавающий, тростянка овсяницевидная и осоки.
В озере обитают 23 вида зоопланктона: коловратки (4 вида), каляноиды (4 вида), циклопы (3 вида) и ветвистоусые (12 видов).

## Панорама

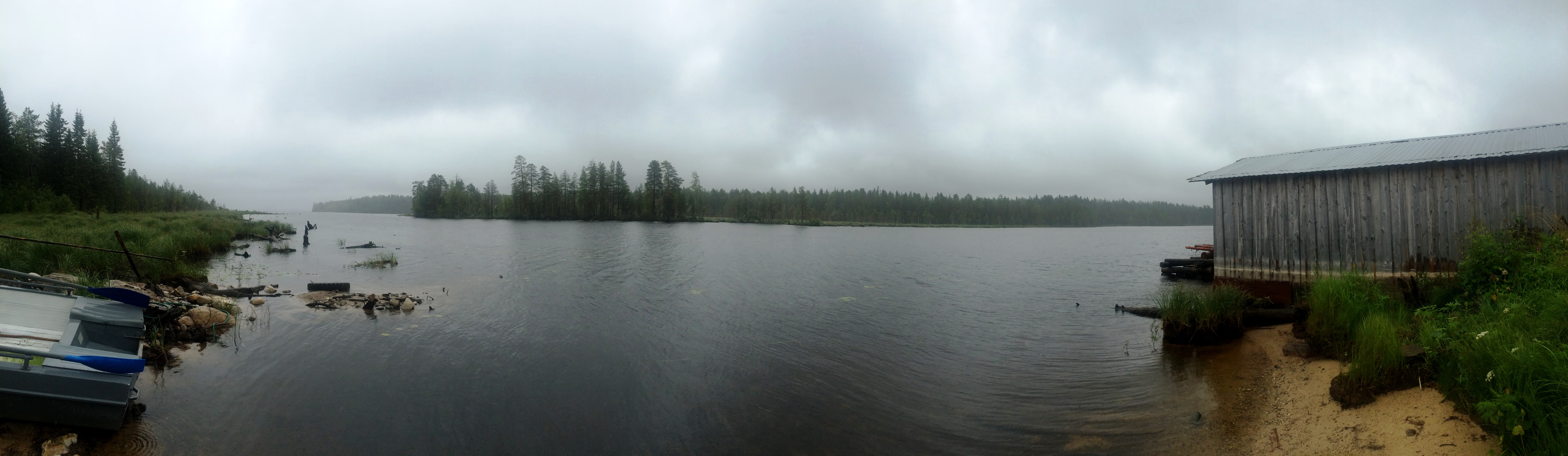